# AMT Hardballer半自動手槍
是一系列由美国阿卡迪亞機器及工具公司（英語：Arcadia Machine & Tool）從1977年至2002年製造的單動操作型半自動手槍，亦是第一個全不鏽鋼製M1911手槍系列，發射.45 ACP口徑手枪子彈。該槍的其他功能包括可調節式照門和延長型握把式保險。

## 設計細節
Hardballer得名於圓頭彈尖硬球狀G.I.彈藥（實心型230格令全金屬子彈外殼）。這彈種是該槍械系列為其而設計出來、配用它進行射擊而面世的。
Hardballer系列手槍的全部採用了拉絲不鏽鋼表面處理，並具有各種的目標型風格扳機與可調節式扳機阻。後來的加利納工業公司製造的該手槍更具有細長型“海狸尾”握把式保險和一個斜面彈匣插槽。

## 衍生型
- AMT Hardballer：為柯爾特金杯型的全不銹鋼版本，裝有微型照門。[5]
- AMT戰鬥政府型：為被設計為一把運動手槍，但在1978年AMT以戰鬥政府型為名銷售；為M1911彷製型，使用為警察部門而設的固定式瞄具。自1985年以後，這種型號被簡稱為政府型，“戰鬥”一詞被省略。[5]
- AMT長套筒型：為使用延長型7英寸（177.80）槍管版本，1980年推出。具有與Hardballer相同的品質，但將套筒和槍管延長2英寸（50.80）。[5]
- AMT船長型：為Hardballer的緊湊型版本，1980年推出。裝有4英寸（101.60）槍管。1984年，船長型從AMT的產品範圍以內消失。[5]
- AMT突擊型：最初由AMT提供，然後2000年（此日期爭議）再以加利納工業公司的品牌改進並重新推出。原來的AMT突擊型為5英寸（127.00）槍管版本，而且無上膛指示器（英语：Safety (firearms)#Loaded chamber indicator）與海狸尾握把式保險。改進以後的突擊型為5英寸（127.00）槍管的政府型的緊湊型號，使用一根縮短型4英寸（101.60）槍管，但保留了政府型號的底把。發射.40 S&W手枪子彈，並具有8發容量彈匣。[5]
- AMT加速器：基本上是加利納工業公司製造的長套筒型，發射火力強大的.400 Corbon（英语：.400 Corbon）手槍子彈，裝有延長型7英寸（177.80）槍管和細長的海狸尾。[4]
- AMT西貒型：為長套筒衍生型，發射10毫米Auto手槍子彈，並且具有8發容量彈匣。[5]

## 流行文化
在1984年電影之中，Longslide版本是被終結者T-800（阿诺·施瓦辛格飾演）所使用的手槍。該手槍經過修改，裝上了大型雷射瞄準器，並且被刊登在電影海報上。其瞄準具是由手電筒製造商SureFire專門為這部電影而創造。
在电子游戏《系列》之中，雙持定制型AMT Hardballers（在除首作外的系列所有遊戲中被命名為“Silverballer”，中文可譯為「銀色舞者」）是主角的招牌武器之一。
在电子游戏之中，AMT長套筒型首度露面，命名為“七面殺手”——這個名字是最有可能引用自，另一隻卡普空公司發布的電子遊戲。這是在遊戲中可以獲得的第二把“馬格南”式手槍。
在驚悚小說作家李·查德所著、以侠探杰克·李奇為主角的小說《厄運連鎖》之中，兩把AMT Hardballer是兩個毒販在一個不明智的決定之下試圖收回傑克·李奇竊取的$900時所使用的武器。
其他例子還有：

### 電影
- 1990年—：型號為AMT長套筒型，由邁克·哈里根（Mike Harrigan，丹尼·葛洛佛飾演）所使用。
- 1994年—：型號為AMT長套筒型，由一名警察所使用。

### 電視劇
- 1994年—：型號為AMT長套筒型，由綁匪費利斯·納維達（Feliz Navidad，傑西·阿拉貢飾演）和維亞·維雅納·納斯（Weird Williard Luxley，D.W. 布朗飾演）所使用。

### 電子遊戲
- 2013年—《2013》：型號為Hardballer，來自，為追加下載內容武器，可於多人模式使用，命名為「銀色舞者」（Silverballer）。
- 《刺客任務》系列的《暗殺世界》系列三部曲：
  - 2016年—《2016》：型號為Hardballer，改稱為「ICA銀色舞者」（ICA Silverballer）；另有一款黑色槍身槍口制退器型「強襲者」（Striker）。
  - 2018年—《2》：型號為Hardballer，改稱為「ICA19銀色舞者」（ICA19 Silverballer）；另有一款黑色槍身槍口制動器型「強襲者」（Striker）、二型「ICA19銀色舞者Mk II」（ICA19 Silverballer Mk II）以及強襲者的黃金無制動器型「鬥牛士」（El Matador）。
  - 2021年—《3》：型號為Hardballer，改稱為「ICA19銀色舞者」（ICA19 Silverballer）；另有一款黑色槍身槍口制動器型「強襲者」（Striker）、二型「ICA19銀色舞者Mk II」（ICA19 Silverballer Mk II）、強襲者的黃金無制動器型「鬥牛士」（El Matador）、縮短消音器型「ICA19短小舞者」（ICA19 Shortballer）、金色槍身型「ICA19金色舞者」（ICA19 Goldballer）、無消音及凹槽握把的雙色槍身型「ICA19經典舞者」（ICA19 Classicballer）。
- 2023年—《生化危機4 重製版》：型號為Hardballer，命名為「殺手7」，可在第13章之後購買。

### 動畫
- 2006年—：型號為AMT長套筒型，由三合會頭目張維新（CV：森川智之）雙持、用以代替常用的貝瑞塔M76“天帝双龙”。
- 2009年—《幻靈鎮魂曲》：型號為AMT長套筒型，由麗茲·加蘭特（リズィ·ガーランド，Lizzie Garland，CV：渡邊明乃）所使用。

## 資料來源
1. ↑  Jones, Richard D.; White, Andrew. . Harper Collins. 27 May 2008: 100  [25 May 2013]. ISBN 978-0-06-137408-1. （原始内容存档于2016-12-23）.
2. ↑  Shideler, Dan. . Iola, Wisconsin: Krause Publications. 2010: 114  [25 May 2013]. ISBN 978-1-4402-1561-2. （原始内容存档于2014-07-07）.
3. ↑  Hartink, A.E. . Edison, New Jersey: Chartwell Books, Inc. 2002: 87–88. ISBN 978-0-7858-1519-8.
4. 1 2  Dan Shideler; Jerry Lee. . Iola Wisconsin: Krause Publications. 2012: 50–51, 472  [25 May 2013]. ISBN 978-1-4402-1688-6. （原始内容存档于2014-01-05）.
5. 1 2 3 4 5 6  Peterson, Phillip. . Iola, Wisconsin: Gun Digest Books. 16 September 2011: 91  [25 May 2013]. ISBN 978-1-4402-1831-6. （原始内容存档于2014-07-07）.
6. ↑  Scott W. Wagner. . Iola, Wisconsin: Gun Digest Books. 2009: 9  [25 May 2013]. ISBN 978-1-4402-0371-8. （原始内容存档于2014-07-07）.
7. ↑  Kuchera, Ben. . Ars Technica. 9 March 2010  [18 December 2014]. （原始内容存档于2013-11-30）.
8. ↑  Benson, Raymond. . New York: Random House Publishing Group. 30 October 2012: 29  [26 May 2013]. ISBN 978-0-345-53585-6. （原始内容存档于2016-12-23）.

## 外部連結
- （英文）—Tactical-Life.com—
  - The making of the Terminator’s laser-sighted .45 AMT Longslide.（页面存档备份，存于）
  - Big Screen to Battlefield（页面存档备份，存于）
- （英文）—Military, Security and Civilian Guns—AMT Hardballer（页面存档备份，存于）
- （简体中文）—D Boy Gun World（槍炮世界）—AMT公司1911（页面存档备份，存于）